# Abri du Cerf
L'Abri du Cerf (en espagnol : abrigo del Ciervo) est un site d'art rupestre situé dans la commune d'Albarracín (comarque de la Sierra de Albarracín), dans la province de Teruel, en Aragon, en Espagne,. Cet abri sous roche et ses peintures rupestres font partie de l'ensemble inscrit au Patrimoine mondial par l'Unesco en 1998 sous le nom d'Art rupestre du bassin méditerranéen de la péninsule Ibérique. Il est protégé comme Bien d'intérêt culturel depuis 1996 (cote RI-51-0009463).

## Situation
L'abri du Cerf se trouve dans la sierra d'Albarracín, près de l'abri du Medio Caballo et de l'abri des Figuras Diversas, dans la zone du Paysage protégé des Pinares de Rodeno du Parc culturel d'Albarracín, une zone de pinèdes comportant de nombreux affleurements rocheux abritant des cavités naturelles.
Le site est facilement accessible depuis Albarracín par la route locale qui traverse les Pinares de Rodeno en direction de Bezas. Il y a un point d'information sur l'aire de stationnement, au centre de la zone protégée, point de départ des sentiers balisés vers les sites de peintures rupestres. Le sentier Arrastradero permet, dans un parcours circulaire d'environ 2,5 km, de visiter l'abri du Cerf, l'abri des Dos Caballos, l'abri de la Cocinilla del Obispo, l'abri du Arquero de los Callejones Cerrados, l'abri des Figuras Diversas, l'abri du Medio Caballo et la grotte de Doña Clotilde.

## Description
L'abri du Cerf a été découvert par le préhistorien Martín Almagro Basch en 1972.
Il comporte une frise pentagonale de 2,60 × 1,85 m. La plupart de ses peintures sont dans un état de dégradation avancé. L'une d'elles, en peinture rouge, représente un grand cerf qui donne son nom à l'abri. Les peintures sont estimées dater entre 7000 et 4500 av. J.-C.